# Лира Трон

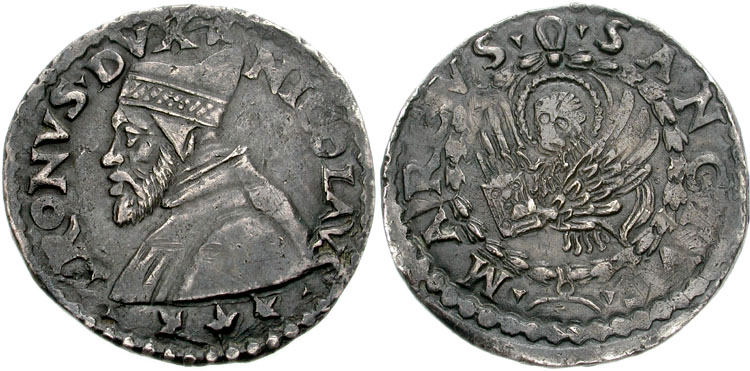
Лира Трон

Лира Трон, троно — венецианская серебряная монета.
В качестве денежно-счётной единицы лиру использовали в итальянских государствах с 953 года. Впервые как реальная монета была отчеканена в 1472 году в Венеции во время правления дожа Николо Троно.
Вес монеты составлял 6,52 г серебра 948 пробы при содержании 6,18 г чистого серебра. Аверс содержал изображение дожа, а реверс — венецианского льва.
Изображение дожа на монете вызывало аналогии с монархией и недовольство республиканских кругов. После смерти Николо Троно в 1473 году выпуск портретных лиры и багатино был прекращён. При его преемнике Пьетро Мочениго стали чеканить лиры с изображением коленопреклонённого перед апостолом Марком дожа. Данный монетный тип выпускали с 1474 по 1575 год. Он получил название лиры мочениго. Хоть саму лиру Трон чеканили всего два года, она имела существенное значение для денежного обращения Италии, так как стала образцом для подражаний серебряных монет других итальянских государств.